# Sväljningssvårigheter
Sväljningssvårigheter, även kallad dysfagi, är tugg- och sväljsvårigheter. Svårigheterna kan förekomma i olika faser av sväljningen och delas därför ofta in i oral dysfagi, faryngeal dysfagi och esofageal dysfagi.
Dysfagi är inte en sjukdom i sig utan ett symptom på något bakomliggande, till exempel diafragmabråck, halsinfektion,  ålderdom, stroke, struma, ALS, Parkinsons sjukdom, MS eller en tumör. Den vanligaste orsaken till dysfagi är diafragmabråck, vilket ger upphov till esofageal dysfagi.

## Oral och faryngeal dysfagi
Oral och faryngeal dysfagi är det man vanligen brukar avse när man använder termen dysfagi. Orsaken till dessa typer av dysfagi är oftast neurologisk och beror då på skada som påverkar någon eller några av kranialnerverna, men svårigheterna kan också bero på strukturella förändringar såsom vävnadsbrist efter operation av munhålecancer.
Vid oral dysfagi finns svårigheter i den orala fasen, det vill säga när maten eller drycken befinner sig i munhålan och ska bearbetas. Det kan finnas svårigheter med bearbetningen av maten i munnen (till exempel tuggsvårigheter), förflyttning av maten bakåt i munnen eller kontroll så att inte födan åker ner i svalget för tidigt.
Vid faryngeal dysfagi finns svårigheter i den faryngeala fasen, det vill säga när födan befinner sig i svalget och sväljningen ska sättas igång. Problem i denna fas kan vara en sent utlöst sväljreflex eller kraftlös sväljning.
Behandling av oral och faryngeal dysfagi kan innebära till exempel förändring av sittposition, anpassning av kostens konsistens eller olika hjälpmedel. Om dysfagin fortfarande kvarstår kan det bli aktuellt med en PEG. Oral neuromuskulär träning kan göra skillnad vid försvagad inre muskulatur. Bedömning och behandling sköts av en logoped.

## Esofageal dysfagi
Vid esofageal dysfagi finns svårigheter i den esofageala fasen, det vill säga när maten eller drycken befinner sig i matstrupen och ska transporteras ned till magsäcken. Problem kan bestå i att övre matstrupsmunnen/esofagussfinktern, m. cricofaryngeus, inte öppnar sig tillräckligt, att det finns förträngningar i matstrupen eller att peristaltiken inte fungerar ordentligt. Anledningen till att anatomin inte fungerar optimalt beror oftast på försvagad inre muskulatur (diafragmabråck). Ett associerat problem är sura uppstötningar, så kallad gastroesofageal reflux.
För utredning av esofageal dysfagi krävs kontakt med en läkare med kompetens inom området, till exempel en foniater. Utredning görs genom att ta hänsyn till symtombeskrivning, ibland görs även undersökning (gastroskopi eller röntgen) för att utesluta annan skada eller sjukdom som lett till sväljsvårigheter.  